# Pininfarina
Pininfarina S.p.A. tudi Carozzeria Pininfarina je italijanski oblikovalec avtomobilov. Podjetje je ustanovil Battista "Pinin" Farina leta 1930. Pininfarina oblikuje avtomobilske karoserije za stranke kot so Ferrari, Alfa Romeo, Peugeot, Fiat, General Motors, Lancia, Maserati,  AviChina, Chery, Changfeng, Brilliance, JAC, Daewoo in Hyundai.
Poleg avtomobilov oblikujejo tudi hitre vlake, avtobuse, tramvaje, jahte in intejerje poslovnih letal.
Pininfarina je oblikovala tudi belo tehniko slovenskega proizvajalca Gorenje.
Podjetje je leta 2008 imelo 2768 zaposlenih, leta 2012 se je ta številka zmanjšala na samo 821.

## Galerija
- Cisitalia 202 - Museo TorinoMassey Ferguson 35
- Cadillac Allante
- Pininfarina Bolloré B0
- Ferrari P4/5
- Alfa Roméo Giulietta Spider
- Volvo C70
- Fiat 2300
- Rolls-Roycec Camargue
- SBB RE 460 vlak